# Branden Albert
Branden Albert (* 4. November 1984 in Rochester, New York) ist ein ehemaliger US-amerikanischer American-Football-Spieler in der National Football League (NFL). Er spielte für die Kansas City Chiefs sowie die Miami Dolphins als Offensive Tackle. Er wurde insgesamt zwei Mal in den Pro Bowl berufen.

## Karriere

### College
Da Alberts schulische Leistungen stark zu wünschen übrig ließen, hatte er zunächst Probleme überhaupt ein College zu finden. Nach einem weiteren Jahr Unterricht auf einer Militärschule verbesserten sich seine Noten dermaßen, dass er ein Stipendium von der University of Virginia erhielt.  Er spielte für deren Team, die Cavaliers, College Football und kam in 37 Spielen nacheinander als Starter in der Offensive Line, zumeist auf der Position des Guards, zum Einsatz.

### NFL

#### Kansas City Chiefs
Beim NFL Draft 2008 wurde er von den Kansas City Chiefs in der 1. Runde als insgesamt 15. Spieler ausgewählt und zum Left Tackle umfunktioniert.
Er konnte sich im Team sofort etablieren und hatte mit seinen Blocks maßgeblichen Anteil am guten, ganz auf Jamaal Charles zugeschnittenen Laufspiel der Chiefs. 2013 wurde er erstmals in den Pro Bowl berufen.

#### Miami Dolphins
2014 wechselte er zu den Miami Dolphins, bei denen er einen Fünfjahresvertrag über 47 Mio. US-Dollar unterschrieb. 2015 wurde er zum zweiten Mal in den Pro Bowl gewählt.

#### Jacksonville Jaguars
Im März 2017 wechselte er im Tausch gegen einen Siebtrunden-Pick im NFL-Draft 2018 zu den Jacksonville Jaguars, Ende Juli erklärte er allerdings seinen Rücktritt vom aktiven Sport, nur um eine Woche später zu erklären doch wieder in der NFL spielen zu wollen. Er wurde zunächst von den Jaguars auf die Injured Reserve List gesetzt, wenig später allerdings entlassen.
Seither wurde er gerüchteweise mit verschiedenen Teams – etwa den New York Giants oder den Seattle Seahawks - in Verbindung gebracht, aber ohne dass es zu einem neuen Engagement gekommen wäre.